# تايلور ريغان
تايلور ريغان (بالإنجليزية: Taylor Regan)‏ (16 نوفمبر 1988 نيوكاسل أستراليا - ) هو لاعب كرة قدم أسترالي يلعب كمدافع.

## روابط خارجية
- تايلور ريغان على موقع قاعدة بيانات كرة القدم.إي يو (الإنجليزية)
- تايلور ريغان على موقع Soccerway.com (الإنجليزية)